# Kim Coates
Kim Coates (Saskatoon, 21 de febrero de 1958) es un actor y productor canadiense y estadounidense conocido por sus numerosas participaciones en cine y televisión, sin embargo, es más recordado por su papel de Alexander "Tig" Trager en la serie de televisión Sons of Anarchy.

## Biografía
Es hijo de Fred y Joyce Coates. 
En 1982 se casó con Diana Coates; la pareja tiene dos hijas: Kyla y Brenna Coates.
En 2010 Kim obtuvo la ciudadanía estadounidense.

## Carrera
En 1995 apareció por primera vez en un episodios de la serie Earth: Final Conflict donde interpretó a Dave Stockley en el episodio "Sandkings", más tarde apareció de nuevo en la serie ahora interpretando al coronel Smoke durante el episodio "Deportation".
En 2006 se unió al elenco recurrente de la popular serie Prison Break donde interpretó al agente del FBI y jefe de asuntos internos Richard Sullins hasta el 2009.
En 2007 dio vida al agente especial Carter, un oficial que trabaja para el departamento de proyectos Starhawk de seguridad doméstica y que es asesinado por Lionel Luthor en la serie Smallville.
En 2008 apareció por primera vez en la sexta temporada serie norteamericana CSI: Miami donde dio vida a Ron Saris, un traficante de armas e informante confidencial, hasta la séptima temporada en 2009.
En 2008 se unió al elenco principal de la serie Sons of Anarchy donde interpretó al exsargento Alexander "Tig" Trager, uno de los miembros del club de motociclistas "Hijos de la anarquía".
En 2012 interpretó a Sal en la película Ferocious.
En 2013 apareció como invitado en la primera temporada de la serie Crossing Lines donde interpreta al traficante de menores Phillip Genovese, un criminal responsable de la herida en la mano del detective Carl Hickman (William Fichtner).

## Filmografía

### Series de televisión
| Año                    | Título                         | Personaje            | Notas                                         |
| ---------------------- | ------------------------------ | -------------------- | --------------------------------------------- |
| 2025                   | Érase una vez el Oeste         | Brigham Young        | 6 episodios                                   |
| 2016 y 2018 - presente | Bad Blood                      | Declan Gardiner      | 14 episodios                                  |
| 2017                   | Godless                        | Ed Logan             | 4 episodios                                   |
| 2017                   | Ghost Wars                     | Billy McGrath        | 13 episodios                                  |
| 2008 - 2014            | Sons of Anarchy                | Alex "Tig" Trager    | 82 episodios                                  |
| 2013 - presente        | Crossing Lines                 | Phillip Genovese     | 2 episodios                                   |
| 2008, 2011             | Entourage                      | Carl Ertz            | 2 episodios                                   |
| 2010                   | Human Target                   | Bertram              | episodio "Salvage & Reclamation"              |
| 2006 - 2009            | Prison Break                   | Agt. Richard Sullins | 6 episodios                                   |
| 2008 - 2009            | CSI: Miami                     | Ron Saris            | 6 episodios                                   |
| 2008                   | Cold Case                      | Alessandro Rossilini | episodio "Sabotage"                           |
| 2007                   | Smallville                     | Agente Carter        | 3 episodios                                   |
| 2007                   | Andy Barker, P.I.              | Beznik               | episodio "The Big No Sleep"                   |
| 2007                   | The Dresden Files              | Sirota               | episodio "Rules of Engagement" - miniserie    |
| 2005                   | CSI: Nueva York                | Detective Vicaro     | episodio "Hush"                               |
| 2004                   | CSI: Crime Scene Investigation | Drake Snow           | episodio "Early Rollout"                      |
| 2003                   | Tom Stone                      | Eddie Cutter         | episodio "It's All Fun and Games"             |
| 2002                   | Earth: Final Conflict          | Smoke                | episodio "Deportation"                        |
| 2002                   | The Outer Limits               | Coronel Sage         | episodio "Human Trials"                       |
| 2001                   | Mentors                        | Nostradamus          | episodio "Seer and Now"                       |
| 2001                   | All Souls                      | Tremaine Holland     | episodio "The Deal"                           |
| 2000                   | Nivel 9                        | Crazyhorse           | episodio "It's Magic"                         |
| 2000                   | Higher Ground                  | Marc Scarbrow        | episodio "One of Those Days"                  |
| 1998 - 1999            | Night Man                      | Kieran Keyes         | 6 episodios                                   |
| 1999                   | Total Recall 2070              | Winston              | 2 episodios                                   |
| 1998                   | The Last Don II                | Mark Hurst           | episodio # 1.1                                |
| 1997                   | Poltergeist: The Legacy        | Steven Romero        | episodio "Transference"                       |
| 1996                   | Kung Fu: The Legend Continues  | Salitin              | episodio "Time Prisoners"                     |
| 1996                   | F/X: The Series                | John Darmon          | episodio "F/X: The Illusion"                  |
| 1995                   | Fallen Angels                  | Trigger              | episodio "Tomorrow I Die"                     |
| 1995                   | Waterworld                     | Drifter              | episodio ""                                   |
| 1994                   | Robocop                        | Tim Malloy           | episodio "The Tin Man"                        |
| 1994                   | Lonesome Dove: The Series      | Jefe                 | episodio "Wild Horses"                        |
| 1993                   | Counterstrike                  | Michael              | episodio "Muerte"                             |
| 1993                   | Street Justice                 | Joe Cannon           | episodio "On My Honor"                        |
| 1992                   | Secret Service                 | Crowe                | episodio "A Teller of Tales/Food for Thought" |
| 1992                   | The Hat Squad                  | Dallas Germany       | episodio "The Widow Marker"                   |
| 1992                   | Material World                 | Travis Borden        | episodio "The Picture of My Life"             |
| 1991                   | Scene of the Crime             | -                    | -                                             |
| 1990 - 1991            | Street Legal                   | Johnny Marsh         | 4 episodios                                   |
| 1990                   | Against the Law                | Eddie Grover         | episodio "We, the Jury"                       |
| 1990                   | Dracula: The Series            | Jonas Carey          | episodio "What a Pleasant Surprise!"          |
| 1988                   | War of the Worlds              | Scott                | episodio "To Heal the Leper"                  |
| 1988                   | Katts and Dog                  | Garrett              | episodio "Birds of a Feather"                 |
| 1987                   | Diamonds                       | -                    | episodio "Domestic Spirits"                   |
| 1985, 1987             | Night Heat                     | Tito                 | 2 episodios                                   |
| 1987                   | Miami Vice                     | Jack Cragun          | episodio "Viking Bikers from Hell"            |

### Películas
| Año  | Título                      | Personaje                  | Notas |
| ---- | --------------------------- | -------------------------- | --- |
| 2014 | A Fighting Man              | Brennan                    | junto a Dominic Purcell y Famke Janssen                                                                     |
| 2013 | Robosapien: Rebooted        | Porter                     | junto a Penelope Ann Miller, David Eigenberg & Joaquim de Almeida                                           |
| 2011 | Goon                        | Entrenador Ronnie Hortense | junto a Seann William Scott, Liev Schreiber, Jay Baruchel, Jonathan Cherry & Marc-André Grondin             |
| 2010 | Resident Evil: Afterlife    | Bennett                    | junto a Milla Jovovich, Ali Larter, Wentworth Miller, Sienna Guillory & Shawn Roberts                       |
| 2006 | Silent Hill                 | Oficial Thomas Gucci       | junto a Radha Mitchell, Laurie Holden, Sean Bean, Alice Krige & Jodelle Ferland                             |
| 2005 | La isla                     | Charles Whitman            | junto a Ewan McGregor, Scarlett Johansson, & Sean Bean                                                      |
| 2001 | Black Hawk Down             | Wex                        | junto a Josh Hartnett, Ewan McGregor, Tom Sizemore, Eric Bana, William Fichtner, Ewen Bremner & Sam Shepard |
| 2000 | Battlefield Earth           | Carlo                      | junto a John Travolta, Forest Whitaker, Barry Pepper, Richard Tyson & Kelly Preston                         |
| 1996 | Unforgettable               | Eddie Dutton               | junto a Ray Liotta, Linda Fiorentino, Peter Coyote, Christopher McDonald & David Paymer                     |
| 1995 | Breach of Trust             | Palmer Davis               | junto a Michael Biehn, Matt Craven, Leilani Sarelle, Miguel Sandoval & Ed Lauter                            |
| 1995 | Black Dog: Good Men and Bad | Natchez John Dunn          | junto a Christopher Reeve, Tony Todd, Lawrence Dane & Alan Shearman                                         |
| 1995 | Waterworld                  | Navegante Loco             | junto a Kevin Costner, Jeanne Tripplehorn, Chaim Girafi, Rick Aviles, R.D. Call & Zitto Kazann              |
| 1995 | Dos policías rebeldes       | Ladrón                     | junto a Will Smith, Martin Lawrence, Michael Taliferro, Emmanuel Xuereb & Téa Leoni                         |
| 1994 | El cliente                  | Paul Gronke                | junto a Susan Sarandon, Tommy Lee Jones, Mary-Louise Parker, Anthony LaPaglia & J.T. Walsh                  |
| 1994 | Modelo de día               | Tommy Nolan                | telefilme junto a Famke Janssen, Clark Johnson y Sean Young                                                 |
| 1991 | El último boy scout         | Chet                       | junto a Bruce Willis, Damon Wayans, Chelsea Field, Noble Willingham & Halle Berry                           |